# کانن ئی‌اواس ۵
کانن ئی‌اواس ۵ (به انگلیسی: Canon EOS 5) یک دوربین عکاسی تک‌لنزی بازتابی ساخت شرکت کانن است.